# U.S. Route 49
U.S. Route 49 (ou U.S. Highway 49) é uma autoestrada dos Estados Unidos.
Faz a ligação do Sul para o Norte. A U.S. Route 49 foi construída em 1926 e tem 516 milhas (830 km).

## Principais ligações
Autoestrada 10 em Gulfport

 Autoestrada 20 em Jackson

 Autoestrada 40 em Brinkley

 US 63 em Jonesboro